# Свети Йосиф (Раковски)
Вижте пояснителната страница за други значения на Свети Йосиф.
„Свети Йосиф“ е римокатолически параклис, действащ обреден дом на Софийско-пловдивската епархия в град Раковски.

## История на храма
Строежът на параклиса започва през есента на 2016 г. Първоначалният проект е църквата да бъде изградена скромно от камък и дърво, което да почертае, че вярващите освен любовта не носят нищо със себе си след смъртта. Проектът претърпява промяна поради трудността да се намерят майстори, които да обработват камък. Затова камъкът е заместен с тухла. Стилът на сградата е с изчистени форми, които напълно илюстрира първоначалната идея, че хората са временно на този свят.
За изграждането на църквата основните дарители са семейство от града (пожелало да остане анонимно), с чиято помощ е построена сграда. В строителството на храма с доброволен труд се включват и енориашите. Конструктивният проект е на проектанта Младен Шишков. Амвонът и олтарът са изработени от пловдивски майстор. В параклиса има четири статуи – на свети Йосиф; на Дева Мария Царица на света; на свети Антон и на света Фаустина Ковалска.
Параклисът е осветен на 17 март 2018 г. с литургия отслужена от епископ Георги Йовчев в присъствието на кмета на града Павел Гуджеров, депутата Младен Шишков, католически свещеници от цялата страна, миряни и гости от епархията. След проповедта е извършен и ритуал на помазване с елей на олтара и четирите края на църквата..
Параклисът е предназначен за заупокойни молитви и църковни погребални обреди. Стопанисва се от енорията „Свети Архангел Михаил“. Енорист по време на изграждане на храма е отец Румен Станев. Параклисът служи също за ректорална църква на вярващите, живеещи в района, с две редовни служби в сряда и събота сутринта.
Храмов празник – 19 март.

## Гробищен парк
В гробищния парк до параклиса са погребани:
- епископ Иван Романов
- епископ Симеон Коков
- отец д-р Дамян Гюлов
- архимандрит Петър Арабаджийски

## Галерия
- Паметник на отец д-р Дамян Гюлов и брат му Козма Гюлов
- Надгробна плоча на отец Петър Арабаджийски
- Надгробна плоча на отец Иван Непомук